# Turk 182
Turk 182 (Turk 182!) è un film statunitense diretto nel 1985 da Bob Clark.

## Trama
Terry e Jimmy Lynch sono due fratelli che vivono insieme a New York da quando i loro genitori sono morti. Terry è un vigile del fuoco; mentre si trova fuori servizio in un bar, vede le fiamme uscire da un appartamento vicino e si getta nel pericoloso incendio per salvare una bambina. Un altro vigile del fuoco intervenuto, con la forza dell'idrante spinge involontariamente Terry fuori da una finestra facendolo precipitare, con la bambina in braccio, sul tetto di un'auto.
La bambina rimane illesa, ma l'impresa costa cara al coraggioso giovane sia in termini di salute, sia in termini economici poiché le assicurazioni non vogliono rimborsargli le spese dell'incidente e il corpo dei vigili non gli riconosce l'invalidità di servizio, né tanto meno l'atto di eroismo.
Il fratello Jimmy si rivolge al sindaco Tyler, ma questo definisce Terry un ubriaco. Jimmy decide allora di vendicare il torto e, approfittando dell'imminente campagna elettorale in cui il sindaco tenta la rielezione, ingaggia una battaglia con le più alte autorità locali. Alla fine di ogni "azione", compare un misterioso graffito con la scritta TURK 182.
Rendendo note a tutti le malefatte di Tyler, smascherando la corruzione di un suo assessore e danneggiando la loro campagna elettorale, la scritta beffarda compare nei posti più impensati: su un vagone della metropolitana in cui il sindaco doveva tenere un discorso contro i vandalismi, sullo striscione pubblicitario di un aereo, sul megaschermo di uno stadio di football, tanto che la città comincia a incuriosirsi e l'opinione pubblica riconosce il misterioso Turk come un moralizzatore e un eroe.
L'assistente sociale Danielle "Danny" Boudreau, alla quale è assegnato il caso di Terry, curiosando nell'appartamento dei due fratelli in loro assenza, scopre che Turk è il soprannome dello sfortunato pompiere e che sul suo casco è impresso il numero di matricola 182.
La polizia apre un fascicolo sul caso Turk 182 e intanto Jimmy e Danny si recano nell'ospedale dove Terry è ricoverato. Terry fa capire a suo fratello che, una volta dimesso, tenterà di togliersi la vita.
A questo punto Jimmy decide di recarsi presso la redazione di un importante quotidiano e rivelare la sua identità come Turk ma, una volta sul posto, scopre di doversi accodare a una nutrita fila di mitomani che pretendono tutti di essere il vero Turk. Esasperato, viene intercettato da un giornalista televisivo che lo invita a farsi intervistare, ma l'intervista non va in onda, perché Jimmy viene scambiato per uno dei tanti malati immaginari in cerca di facile assistenzialismo.
Rassegnato a porre fine alle "azioni" di Turk, Jimmy decide di compiere un'ultima apparizione in occasione della cerimonia per il settantacinquesimo anniversario del ponte di Queensboro. Nonostante l'imponente servizio di sicurezza, Jimmy riesce a travestirsi da elettricista e rovina la festa al sindaco cambiando la scritta luminosa che avrebbe dovuto leggersi "Queensboro 1909 - 1984". La folla rumoreggia e comincia ad acclamare "Turk! Turk! Turk!", mentre la trasmissione in diretta viene sospesa. Jimmy riesce a sfuggire al servizio di sicurezza arrampicandosi sulle pericolose strutture del ponte, il tutto tra l'esultanza popolare mentre il sindaco ammette pubblicamente la sua sconfitta.